# Agricultura patronal
Agricultura patronal é um conceito econômico e jurídico adotado no Brasil, que se contrapõe à agricultura familiar. Conta, em sua produção, com empregados permanentes ou temporários a serviço de um empregador. Esse tipo de agricultura visa o comércio nacional, com ênfase na própria região do estabelecimento agrícola, enquanto a agricultura familiar se volta à subsistência.